# Pembroke (New Hampshire)
Pembroke – miasto w Stanach Zjednoczonych, w stanie New Hampshire, w hrabstwie Merrimack.